# Courlac
Courlac – miejscowość i gmina we Francji, w regionie Nowa Akwitania, w departamencie Charente.
Według danych na rok 1990 gminę zamieszkiwały 64 osoby, a gęstość zaludnienia wynosiła 10 osób/km² (wśród 1467 gmin regionu Poitou-Charentes Courlac plasuje się na 913. miejscu pod względem liczby ludności, natomiast pod względem powierzchni na miejscu 1015.).